# 국정 기념물

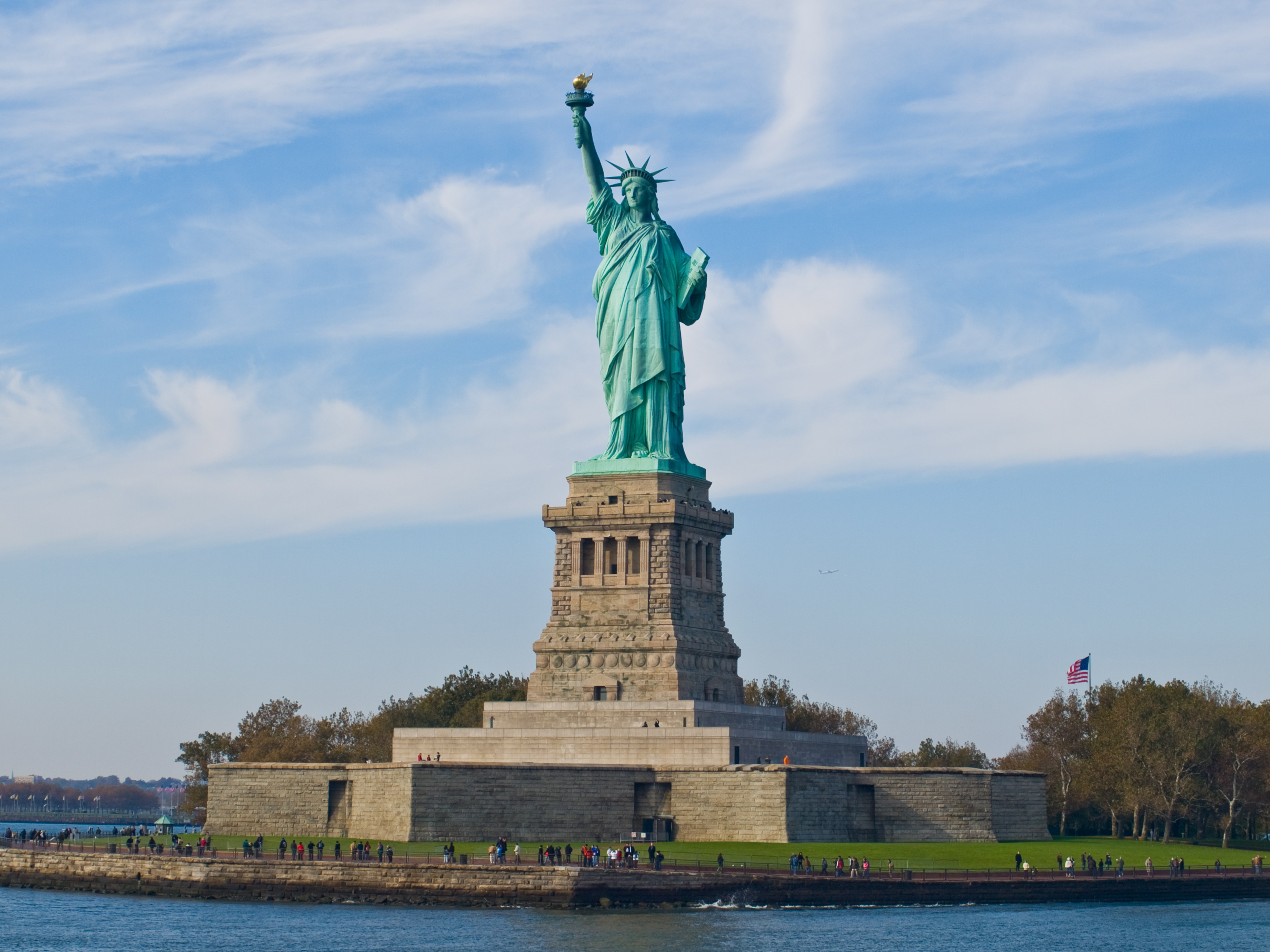
미국 뉴욕항에 있는 자유의 여신상은 1924년 전 미국 대통령 캘빈 쿨리지에 의해 국정 기념물로 지정되었다.

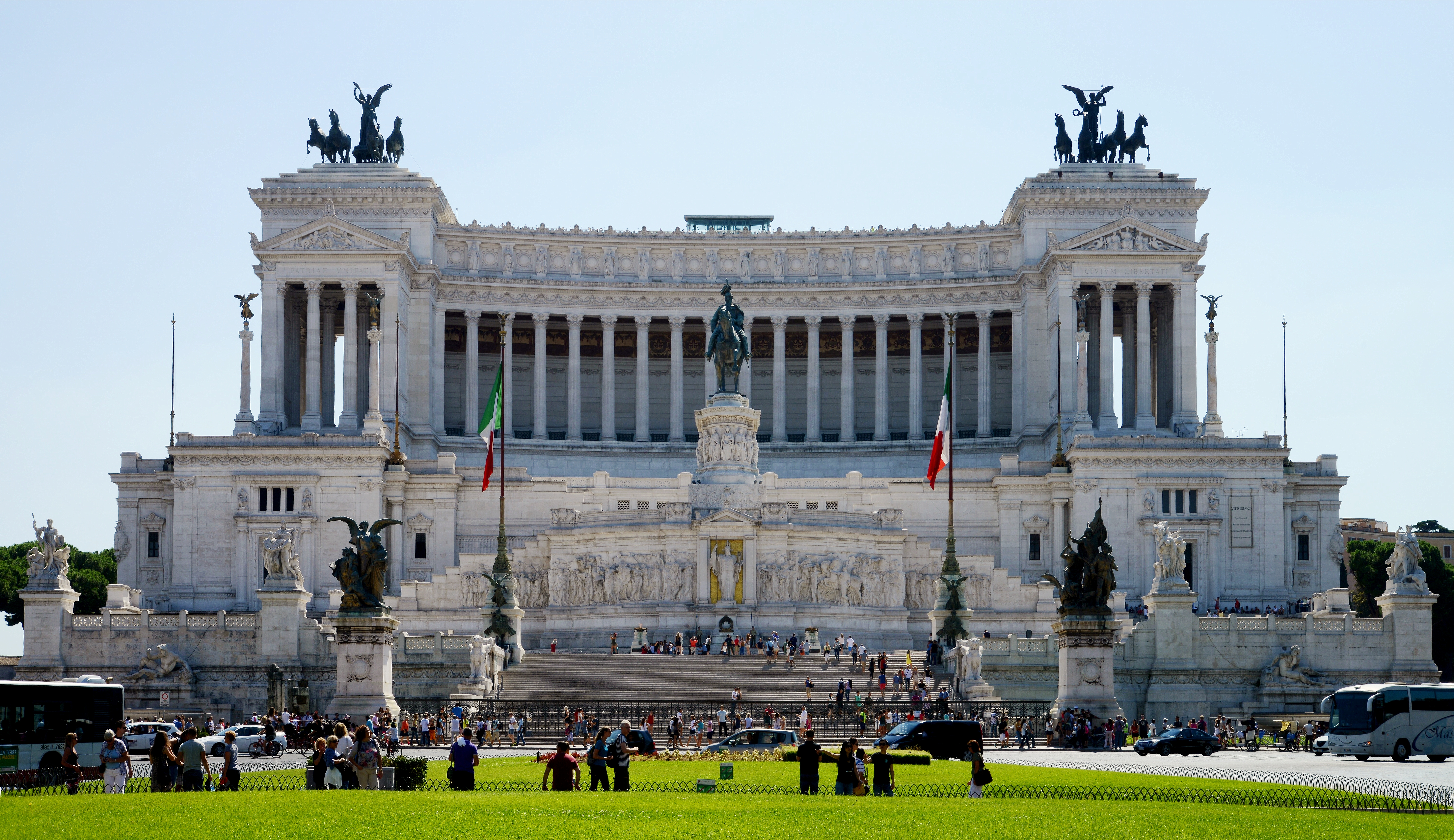
이탈리아 로마의 알타레 델라 파트리아, 이탈리아 통일을 기념하기 위해 건설되었다.

국정 기념물(國定記念物, 국가 지정 기념물)은 국가의 건국, 독립, 전쟁, 또는 역사적 인물의 삶과 죽음과 같이 국가 유산에 중요한 것을 기념하기 위해 건설된 기념건축물이다. 이 용어는 또한 연령보다는 문화적 중요성을 이유로 국가 유산과 같은 특정 기념건축물의 지위를 나타낼 수도 있다. 국정 기념물 지위는 대개 국민 정체성의 거대한 상징에 부여된다.

## 개요
국가적으로 중요하다고 여겨져 국가의 보호를 받는 건축물이나 지역은 그 나라의 문화유산의 일부이다. 이러한 국가 유산지는 국가마다 다르게 불리며 국립 보존 협회에 의해 목록화되어 있다. 루마니아는 적어도 한 식물인 Nymphaea lotus bar. thermalis를 국정 기념물로 등재했다.

## 예시

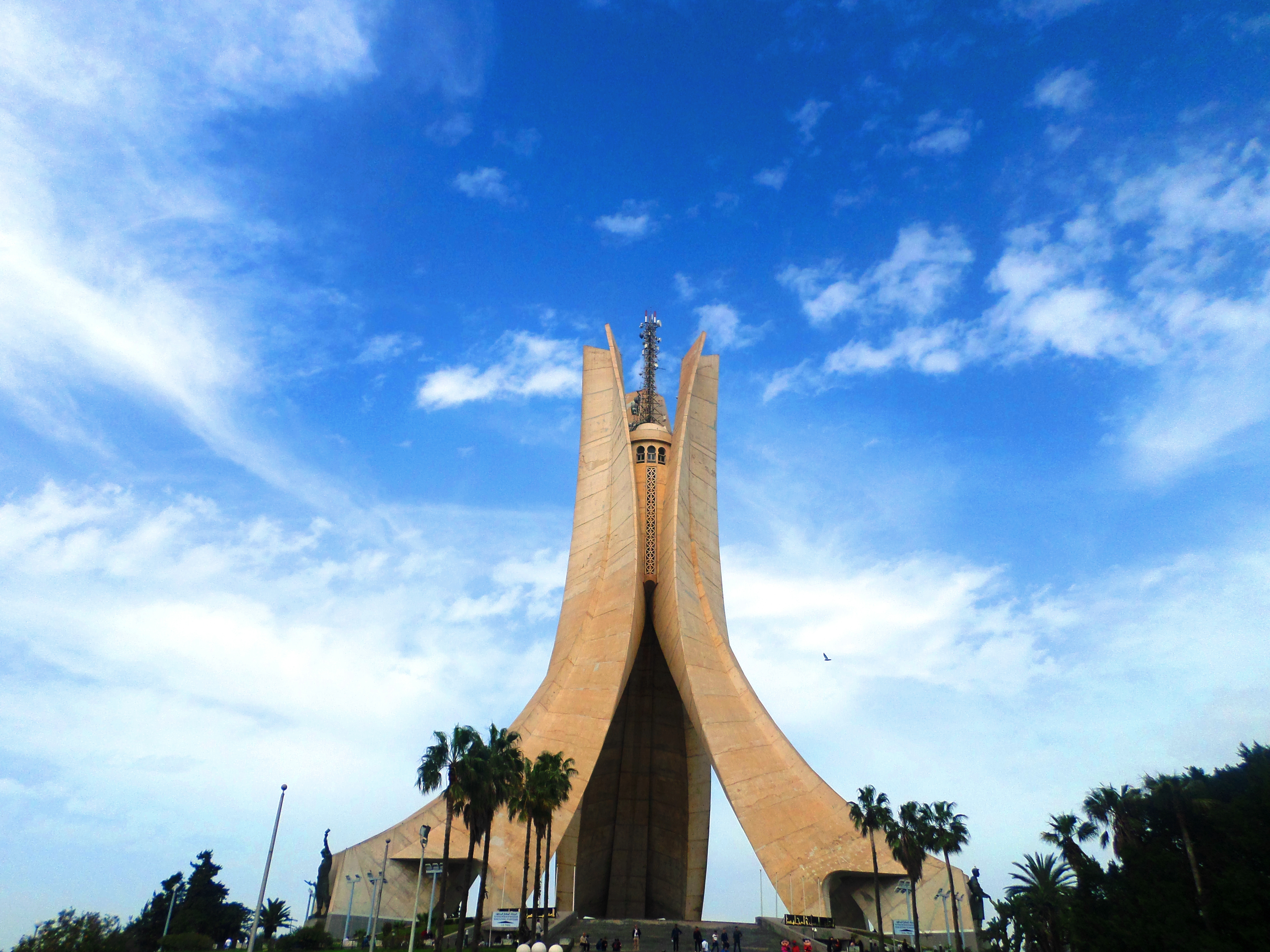
알제의 마캄 에차히드, 알제리 전쟁을 기념하는 상징적인 콘크리트 기념물

### 국정 기념물
- 이탈리아 로마의 알타레 델라 파트리아
- 알제리 알제의 마캄 에차히드
- 독일 베를린의 국립 카이저 빌헬름 기념비
- 방글라데시 다카의 국립 순교자 기념비
- 인도네시아 자카르타의 국정 기념물
- 말레이시아 쿠알라룸푸르의 국정 기념물 (말레이시아)
- 네덜란드 암스테르담의 국정 기념물 (암스테르담)
- 스코틀랜드 에든버러의 스코틀랜드 국정 기념물
- 파키스탄 이슬라마바드의 파키스탄 기념비
- 세르비아 베오그라드의 포베드니크
- 미국 뉴욕항의 자유의 여신상

### 국가 유산지
- 남아프리카 공화국의 국가 유산지
- 콜롬비아의 국가 기념물
- 아일랜드의 국가 기념물
- 포르투갈의 국가 기념물
- 싱가포르의 국가 기념물
- 스페인 국가문화재
- 프랑스의 국가 기념물
- 미국 국립기념물
  - 미국 국립기념물 목록

## 같이 보기
- 문화적 정체성
- 국가 상징
- 국립 기념관 (동음이의)
- 민족 신화